# Митерев, Антон Дмитриевич
Анто́н Дми́триевич Ми́терев (3 мая 1996, Томск, Россия) — российский футболист. Выступает на позиции защитника.

## Биография
Воспитанник футбольного клуба «Томь».
В сезоне 2013/14 выступал за молодёжный состав «Томи», сыграв 19 матчей и забив один гол. В сезонах 2014/15 — 2015/16 сыграл 16 матчей в первенстве ПФЛ за фарм-клуб томской команды — «Томь-2».
Сезон 2016/17 начал вновь в молодёжном составе «Томи», однако зимой был переведён в основной состав команды после того как из-за финансовых проблем клуб покинуло большое количество футболистов. 3 марта 2017 года в матче против «Ростова» дебютировал в Премьер-лиге. 23 июня 2017 года футболист продлил контракт с томским клубом на 2 года. 22 февраля 2018 года стало известно, что контракт с томским клубом был расторгнут по обоюдному согласию сторон. Но уже через два месяца Антон вернулся в структуру «Томи» и был заявлен за молодежный состав томичей в ЛФЛ.

## Статистика

### Клубная
| Выступление      | Выступление      | Выступление      | Лига | Лига | Кубки | Кубки | Еврокубки | Еврокубки | Прочие | Прочие | Итого | Итого |
| Клуб             | Лига             | Сезон            | Игры | Голы | Игры  | Голы  | Игры      | Голы      | Игры   | Голы   | Игры  | Голы  |
| ---------------- | ---------------- | ---------------- | ---- | ---- | ----- | ----- | --------- | --------- | ------ | ------ | ----- | ----- |
| Томь-2           | ПФЛ              | 2014/15          | 10   | 0    | 0     | 0     | 0         | 0         | 0      | 0      | 10    | 0     |
| Томь-2           | ПФЛ              | 2015/16          | 6    | 0    | 0     | 0     | 0         | 0         | 0      | 0      | 6     | 0     |
| Томь-2           | Итого            | Итого            | 16   | 0    | 0     | 0     | 0         | 0         | 0      | 0      | 16    | 0     |
| Томь             | Премьер-лига     | 2016/17          | 13   | 0    | 0     | 0     | 0         | 0         | 0      | 0      | 13    | 0     |
| Томь             | ФНЛ              | 2017/18          | 3    | 0    | 1     | 0     | 0         | 0         | 0      | 0      | 4     | 0     |
| Томь             | Итого            | Итого            | 16   | 0    | 1     | 0     | 0         | 0         | 0      | 0      | 17    | 0     |
| НФК              | Первая лига      | 2019             | 6    | 0    | 0     | 0     | 0         | 0         | 0      | 0      | 6     | 0     |
| НФК              | Итого            | Итого            | 6    | 0    | 0     | 0     | 0         | 0         | 0      | 0      | 6     | 0     |
| Всего за карьеру | Всего за карьеру | Всего за карьеру | 38   | 0    | 1     | 0     | 0         | 0         | 0      | 0      | 39    | 0     |